# 법성중학교
법성중학교(法聖中學校)는 대한민국 전라남도 영광군 법성면 대덕리에 있는 공립 중학교이다.

## 학교 연혁
- 1945년 11월 20일 : 법성실업중학교로 개교
- 1978년 3월 1일 : 공립 법성중·상업고등학교로 이관
- 1982년 3월 1일 : 법성중학교와 법성상업고등학교 분리
- 1982년 3월 8일 : 법성중 안마분교장 개교
- 2011년 3월 1일 : 법성중학교 안마분교장 폐교
- 2025년 1월 8일 : 제77회 졸업 20명 (총 13,898명)
- 2025년 3월 1일 : 제25대 김준한 교장  부임

## 참고 자료
- 법성중학교 - 한국교육학술정보원 학교알리미